# マインドホーン
『マインドホーン』（原題:Mindhorn）は2016年に公開されたイギリスのコメディ映画である。監督はショーン・フォーリー、主演はジュリアン・バラットが務めた。本作は日本国内で劇場公開されなかったが、Netflixによる配信が行われている。

## ストーリー
1980年代、俳優のリチャード・ソーンクロフトはテレビドラマ『マインドホーン』で最新鋭の義眼を装着したブルース・マインドホーン刑事を演じ、一世を風靡した。ところが、リチャードはそれ以外の役に恵まれず、25年が経過した今では鳴かず飛ばずであった。俳優業では食えなくなったため、リチャードは広告業界で働いていた。どうしようもない商品を宣伝する仕事にはうんざりしていたが、他に仕事もなかったので耐えていた。その頃、『マインドホーン』のロケ地であったマン島では、警察が脱獄囚のポール・メリーを追っていた。ポールはマインドホーン刑事が実在すると信じ切っており、「彼以外の人間とは話をするつもりはない」と主張していた。
リチャードは「俳優として復活するチャンスなのではないか」と考え、マン島警察に協力を申し出たが、その横柄な態度は警察官たちを大いに苛つかせた。警察はポールを逮捕するために、マインドホーン刑事との交渉をセッティングした。その頃、リチャードは『マインドホーン』の共演者たち（パトリシア、クライヴ、ピーター）に協力を求めたが、彼/彼女らが充実した人生を送っているのを見て何とも言えぬ気分になった。その鬱憤を晴らすため、リチャードはかつてのマネージャー（モンクリフ）と一緒にコカインを吸引したが、それが原因で騒ぎを起こしてしまい、拘置所に入れられることになった。
失意のリチャードは帰路に就くことにした。帰りの船を待っている最中、リチャードはファンから送られてきた手紙を開封した。その手紙の主はポールだった。その手紙にはビデオテープが同封されており、その中には「殺人事件の真犯人はマン島の市長である」という告発が録画されていた。リチャードがモンクリフにそのテープを見せたところ、「これで市長を脅迫すれば金をせしめられる」などと言いだした。モンクリフが「自分がテープを保管する」と主張したため、2人は口論になったが、何とかテープを返してもらうことができた。リチャードはそのテープを警察に提出したが、テープがすり替えられていたことに気が付いた。本物のテープを持ち逃げしたモンクリフは市長を脅迫したが、市長の手下によってあっさりと殺害されてしまった。
リチャードはポールに連れられて彼の隠れ家へとやって来た。そこは『マインドホーン』の関連グッズで溢れかえっていた。ポールはリチャードにマインドホーン刑事の格好をさせ、「テープのコピーを『マインドホーン』の撮影に使われたクラシックカーの中に隠しておいた」と明かした。追っ手を撃退した後、2人はクラシックカーが保管されている場所に向かったが、そこにクラシックカーはなかった。パトリシアから「パレードで使用するために、クライブがクラシックカーを持って行った」と聞かされ、2人はパトリシアを連れてパレード会場に向かった。
パレード会場に到着した3人だったが、そこにいた市長の部下に見つかり、ビーチへと追い詰められてしまった。パトリシアとポールが銃撃されるという絶望的な状況の中、リチャードは一世一代の大芝居に打って出た。

## キャスト
- ジュリアン・バラット - リチャード・ソーンクロフト
- エッシー・デイヴィス - パトリシア・デヴィル
- ケネス・ブラナー - 本人
- アンドレア・ライズボロー - エレーナ・ベインズ刑事
- スティーヴ・クーガン - ピーター・イーストマン
- ラッセル・トーヴィー - ポール・メリー
- リチャード・マッケイブ - ジェフリー・モンクリフ
- ハリエット・ウォルター - リチャードの代理人
- ジェシカ・バーデン - ジャスミン
- サイモン・キャロウ - 本人
- サイモン・ファーナビー - クライヴ・パーネヴィック
- ニコラス・ファレル - マン島の市長
- デヴィッド・スコフィールド - デレク・ニューサム
- トニー・ウェイ - 新聞を読む父親

## 公開・マーケティング
2016年10月9日、本作はロンドン映画祭でプレミア上映された。2017年3月15日、本作のイギリス版トレイラーが公開された。28日、Netflixが本作をイギリス以外で配信できる権利を購入したと報じられた。5月11日、本作のオフィシャル・トレイラーが公開された。

## 評価
本作は批評家から絶賛されている。映画批評集積サイトのRotten Tomatoesには46件のレビューがあり、批評家支持率は91%、平均点は10点満点で6.8点となっている。サイト側による批評家の見解の要約は「ジュリアン・バラットの迫真の演技のお陰で、『マインドホーン』は観客を大笑いさせるコメディ映画に仕上がっている。同作の滑稽さは芸術の域に達しており、考えさせられるシーンによってその質はさらに高められている。」となっている。また、Metacriticには9件のレビューがあり、加重平均値は70/100となっている。